# John Ryan (calciatore)
John Ryan (Berwick-upon-Tweed, 16 ottobre 1930 – Swindon, 12 agosto 2008) è stato un calciatore scozzese, di ruolo attaccante.

## Caratteristiche tecniche
Era un'ala.

## Carriera
Nel 1954 passa dai semiprofessionisti del Chippenham Town al Charlton, club della prima divisione inglese, con cui nella stagione 1954-1955 gioca 2 partite; l'anno seguente gioca con maggiore regolarità, realizzando 12 reti in 21 presenze, mentre nella stagione 1956-1957, al termine della quale gli Addicks retrocedono in seconda divisione, va a segno per 3 volte in 7 presenze.
Nella stagione 1957-1958 e nella prima parte della stagione 1958-1959 gioca in seconda divisione col Charlton (31 presenze e 17 reti totali), per poi passare a stagione in corso al Newcastle Utd, club di prima divisione. Rimane con le Magpies fino al termine della stagione 1959-1960, senza però mai giocare in partite di campionato. Passa quindi al Bristol City, in terza divisione, ma in tutta la stagione 1960-1961 disputa solamente 3 partite di campionato; si trasferisce infine ai semiprofessionisti del Bedford Town, con cui trascorre la stagione 1961-1962.